# Крутая Горка (Красноярский край)
Крутая Горка — село в Канском районе Красноярского края. Входит в состав Филимоновского сельсовета.

## История
В 1976 г. Указом Президиума ВС РСФСР поселок фермы №3 совхоза «Красный Маяк»  переименован в Крутая Горка.
Законом Красноярского края от 6 июля 2004 года № 11-2174 статус посёлка Крутая Горка изменён на село.

## Население
| 2010 |
| ---- |
| 184  |